# Aleksandr Sjelepin
Aleksandr Nikolajevitj Sjelepin (ryska: Александр Николаевич Шелепин), född 18 augusti 1918 i Voronezj, död 24 oktober 1994 i Moskva, var en sovjetisk säkerhetsofficer och politiker.

## Biografi
Sjelepin var ledare för Komsomol 1952–1958. Han var chef för säkerhetstjänsten KGB från 25 december 1958 till 13 november 1961.
Sjelepin var också medlem i centralkommittén för det kommunistiska partiet i Sovjetunionen och dess sekreterare 1961–1967 och samtidigt ställföreträdande ministerpresident. År 1964 blev han medlem i Politbyrån.
Från är 1967 var Sjelepin ordförande i fackföreningarnas centralråd fram till i april 1975 då han entledigades "på egen begäran".